# St. Michael (Obermichelbach)

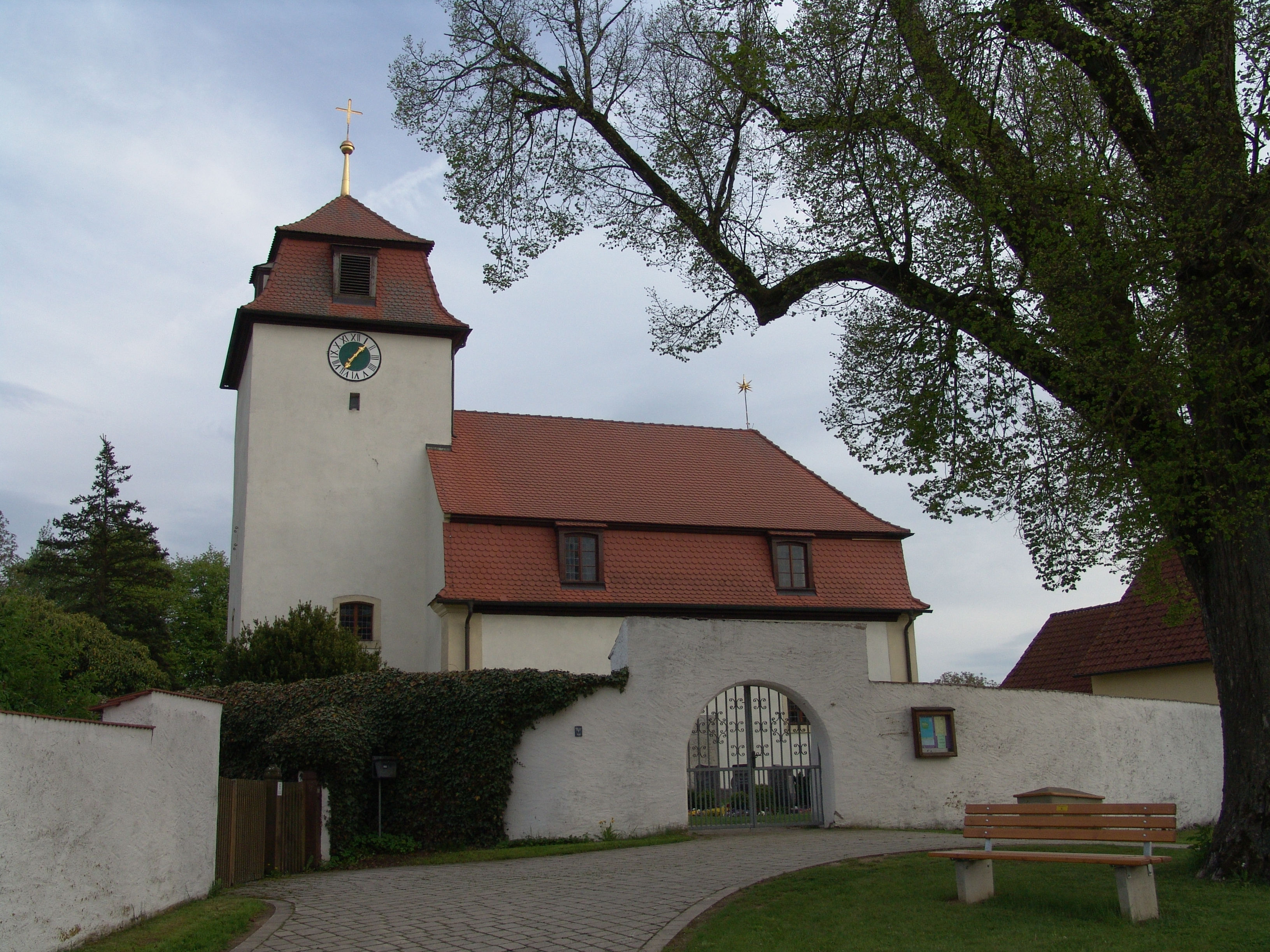
St. Michael in Obermichelbach

Die denkmalgeschützte, evangelische Pfarrkirche St. Michael steht in Obermichelbach, einem Gemeindeteil von Wittelshofen im Landkreis Ansbach (Mittelfranken, Bayern). Die Pfarrkirche ist unter der Denkmalnummer D-5-71-227-13 als Baudenkmal in der Bayerischen Denkmalliste eingetragen.

## Beschreibung

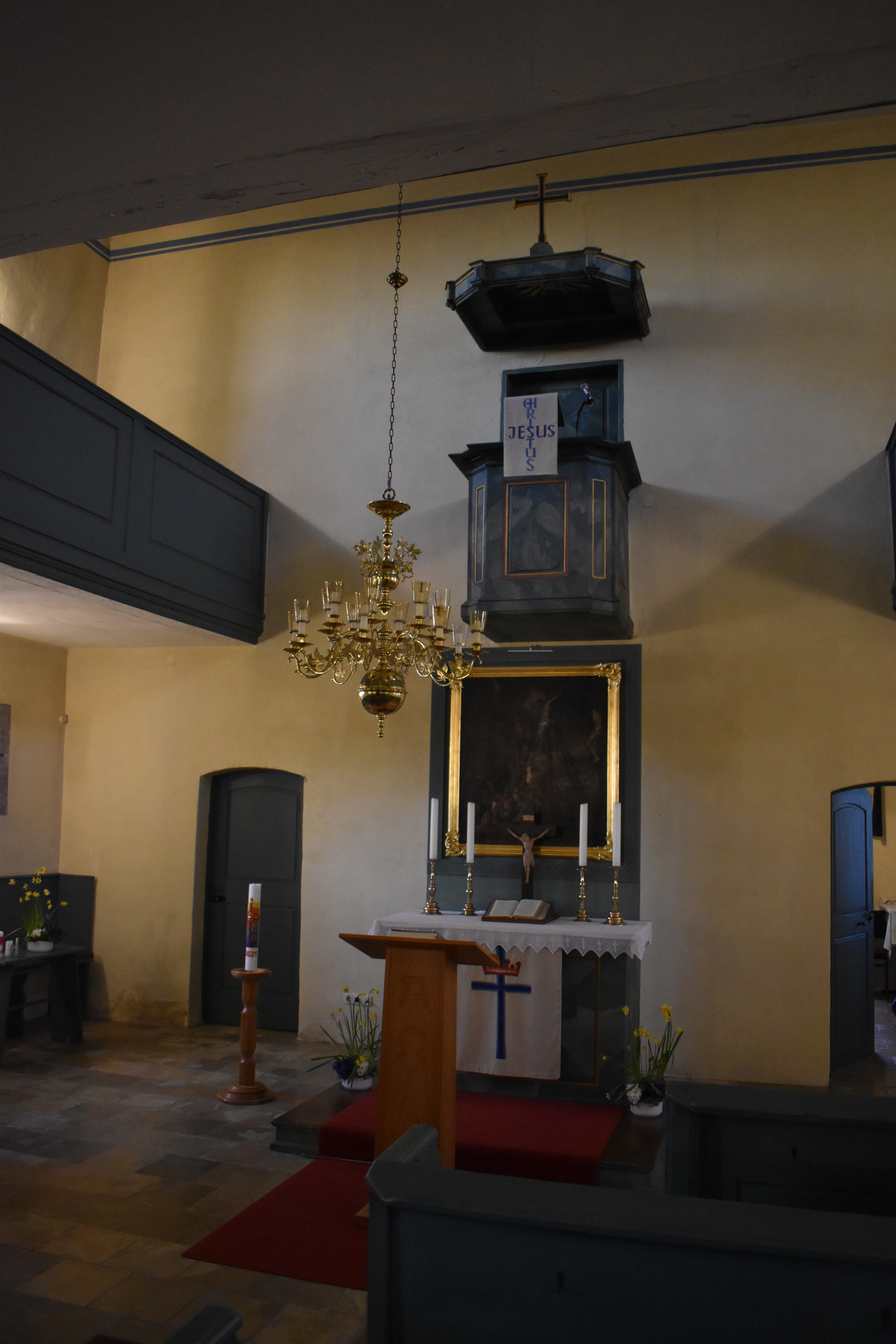
Kanzelaltar

Das Langhaus der Saalkirche aus dem 14./15. Jahrhundert wurde 1779 erneuert, weil es zu klein geworden war. Es wurde mit einem Mansarddach bedeckt, ebenso der Kirchturm im Osten, der im Kern beibehalten wurde.  Der Innenraum des Langhauses hat tiefe Emporen. Zur Kirchenausstattung gehört ein Kanzelaltar, auf dessen Altarretabel die Kreuzigung dargestellt ist.
Im Glockenstuhl des Mansarddaches hängen drei Kirchenglocken, die kleinste davon ist die älteste und stammt vom Anfang des 14. Jahrhunderts. Die beiden anderen Glocken wurden in den Jahren 1500 und 1952 gegossen.

## Gemeinde
Ober- und Untermichelbach bildeten seit 1803 eine gemeinsame Pfarrei. Im Jahr 1999 kam Dorfkemmathen zu dieser Pfarrei hinzu. Heute gehören diese drei Dörfer mit den Gemeinden Dühren und Wittelshofen zur Kirchengemeinde „Der gute Hirte“ Wittelshofen.
Gottesdienste finden in Obermichelbach in der Regel an zwei Sonntagen im Monat statt.